# Папський східний інститут
Папський східний інститут  (лат. Pontificium Institutum Orientale, італ. Pontificio Istituto Orientale) — це католицький вищий навчальний заклад у Римі.
План створення школи вищих студій східного християнства був на порядку денному Католицької Церкви принаймні з часів правління папи Лева XIII, однак, цей план реалізувався тільки в 1917 році папою Римським Бенедиктом XV (1914—1921). Папський Східний Інститут є частиною консорціуму Папського Григоріанського Університету (заснованого у 1551) і Папського Біблійного Інституту (заснованого у 1909) в Римі. Всі три інституції діють під керівництвом Товариства Ісуса (єзуїти). Великим Канцлером Інституту є префект Конгрегації Східних Церков, а віце-канцлером − генеральний настоятель Товариства Ісуса. Конгрегація Католицької Освіти є дикастерієм, що затверджує академічні програми Папського Східного Інституту.
Кількість студентів у 2018—2019 навчальному році: 351 на факультеті Східних церковних наук (SEO) та 71 на факультеті Східного канонічного права (DCO). Щороку близько 400 науковців відвідують бібліотеку в дослідницьких цілях.

## Історія
Папський східний інститут заснував папа Римський Бенедикт XV 15 жовтня 1917 року, незадовго після створення Конгрегації Східних Церков, своїм motu proprio «Orientis Catholici».
Першим осідком інституту був будинок на площі Скоссакаваллі, біля приміщення нової Конгрегації. Академічна діяльність інституту розпочалася 2 грудня 1918 року.
Першим ректором інституту був Альфредо Ідельфонсо Шустер, абат монастиря святого Павла за мурами, майбутній архієпископ Мілану. У 1920 році Бенедикт XV надає інститутові право надавати академічні ступені з теології.
У 1922 році папа Пій XI доручає управління Східним інститутом Товариству Ісуса, переносячи його приміщення на площу Пілотта, поруч із Папським біблійним інститутом. Ще через чотири роки інститут переносять на площу Санта Марія Маджоре, навпроти однойменної базиліки, де він знаходиться досі.
14 листопада 1929 року відкрито бібліотеку інституту, яка, зі своїми 180000 томів, є найбільшою бібліотекою світу, що спеціалізується на теології, патристиці, церковній історії, канонічному праві, літургії, церковному мистецтві і т. д. християнського Сходу.
Всього за час існування Папського східного інституту у ньому навчалося понад 6000 студентів, понад 500 з яких захистили докторські дисертації.

## Структура і діяльність
Інститут має два факультети: східних церковних наук, який поділяється на богословсько-патристичну, літургічну та історичну секції, та східного канонічного права.
Інститут підпорядковується безпосередньо Конгрегації Східних Церков. Керівництво інститутом здійснюють отці єзуїти. Ректором інституту з 2015 року є о. Давид Назар, ТІ. Великим Канцлером інституту є кардинал-префект Конгрегації Східних Церков (тепер — кардинал Леонардо Сандрі), його заступником — генеральний настоятель Товариства Ісусового (тепер — о. Артуро Соса, ТІ).
В інституті навчається щорічно від 300 до 400 студентів. Більшість із них — це студенти з України (переважно греко-католики). Велику групу студентів складають студенти зі штату Керала в Індії (представники Сиро-Малабарської та Сиро-Маланкарської Церков). Навчається також багато студентів із країн Близького Сходу, католиків і православних.
При інституті діє видавництво Edizioni Orientalia Christiana, яке видає щорічник Orientalia Christiana Periodica та дві монографічні серії: Orientalia Christiana Analecta i Kanonika.
Згідно зі статтею 16 Латеранських угод, укладених у 1929 році між Італією і Святим Престолом, Папський східний інститут користується екстериторіальністю: всі права щодо його інфраструктури належать Святому Престолу, без втручання з боку італійської держави; інститут звільнений від італійських податків.

## Відомі особистості, пов'язані з інститутом
- Варфоломій I — випускник інституту (захистив тут докторську дисертацію зі східного канонічного права), тепер — патріарх Константинопольський;
- кардинал Томаш Шпідлік, ТІ — викладач патристики і східної духовності;
- о. Роберт Тафт, ТІ — викладач літургіки;
- єпископ Софрон Мудрий, ЧСВВ — викладач східного церковного права, пізніше — єпископ Івано-Франківський Української Греко-Католицької Церкви;
- єпископ Дімітріос Салахас — викладач східного церковного права, тепер — екзарх Афінський, предстоятель Грецької Католицької Церкви;
- архієпископ Кирил Васіль, ТІ — випускник інституту, викладач східного канонічного права, ректор інституту у 2007—2009 рр., тепер — секретар Конгрегації Східних Церков;
- о. Віктор Поспішіл — випускник інституту (ліценціат зі східного канонічного права).